# Bungarus fasciatus
El krait rayado o krait a bandas (Bungarus fasciatus) es una especie de serpiente venenosa de la familia Elapidae que se encuentra en el subcontinente indio y en el Sudeste asiático. Es uno de los kraits más largos, alcanzando una longitud máxima de 2.10 metros.

## Descripción
B. fasciatus es fácilmente identificable por sus rayas cruzadas de color negras y amarillas alternadas, el cuerpo es triangular en una sección cruzada, y la marcada cresta vertebral que consiste en escudos vertebrales ampliados a lo largo del cuerpo. La cabeza es ancha y deprimida. Los ojos son negros. Tiene marcas amarillas con forma de cabeza de flecha en la cabeza que es negra, los labios, lorum, barbilla y garganta amarillos.

## Veneno
El veneno del krait rayado contiene principalmente neurotoxinas pre y post sinápticas con valores de DL50 de 2,4 mg/kg a 3,6 mg/kg subcutánea, 1,289 mg/kg intravenosa V y 1,55 mg/kg intraperitoneal.
La cantidad promedio de veneno en una mordida es de 20 a 114 mg. Los principales efectos clínicos causados por el veneno de esta especie incluyen: vómito, dolor abdominal, diarrea, mareo, etc. El envenenamiento severo puede llevar a un fallo respiratorio y la muerte puede producirse debido a la asfixia.